# كيمبرلي ولز
كيمبرلي ولز (بالإنجليزية: Kimberley Wells)‏ هي دراجة أسترالية، ولدت في 18 يوليو 1985 في Coonamble ‏ في أستراليا.

## وصلات خارجية
- كيمبرلي ولز على موقع الاتحاد الدولي للدراجات (الإنجليزية)
- كيمبرلي ولز على موقع أرشيف الدراجات (الإنجليزية)
- كيمبرلي ولز على موقع إحصائيات الدراجات الإحترافية (الإنجليزية)
- كيمبرلي ولز على موقع نسبة الدراجات (الإنجليزية)